# Hillgroven
Hillgroven est une petite commune allemande du Schleswig-Holstein, située dans l'arrondissement de Dithmarse (Kreis Dithmarschen), à quatre kilomètres au nord-ouest de la ville de Wesselburen. Hillgroven est l'une des 18 communes de l'Amt Büsum-Wesselburen dont le siège est à Büsum.